# حسن الرماح
نجم الدّين حسن الأحدب (- ت 694 هـ 1294م) كيميائي ومهندس مملوكي عربي. المعروف بحسن الرّماح لمهارته الفائقة في رمي الرمح. كان رائد تصنيع الأسلحة في زمانه، عاش حسن الرّماح في بلاد الشام وألّف العديد من الكتب والرسائل في المكائد والأسلحة الحربية.

## مؤلفاته
- كتاب الفروسية والمناصب الحربية لحسن نجم الدين الرماح وتوجد من هذه المخطوطة صورة مصورة في معهد المخطوطات العربية في القاهرة هناك شرح لصناعة أنواع عديدة من الصواريخ «الطيار» تختلف بالمدة والسرعة والحجم وكذلك نوع من الطوربيدات يصطدم بالسفن وينفجر.
- كتاب البنود في معرفة الفروسية للمؤلف السابق، ومنه نسخة في راميور ونسخة أخرى في دار الكتب المصرية.
- كتاب الفروسية في رسم الجهاد المخطوطة رقم 2825 باريس وفيه إشارات إلى وصفات كاملة اشتملت تركيب وهيئة البارود الذي كان يدك في المدافع آنذاك.